# 纳格什班德

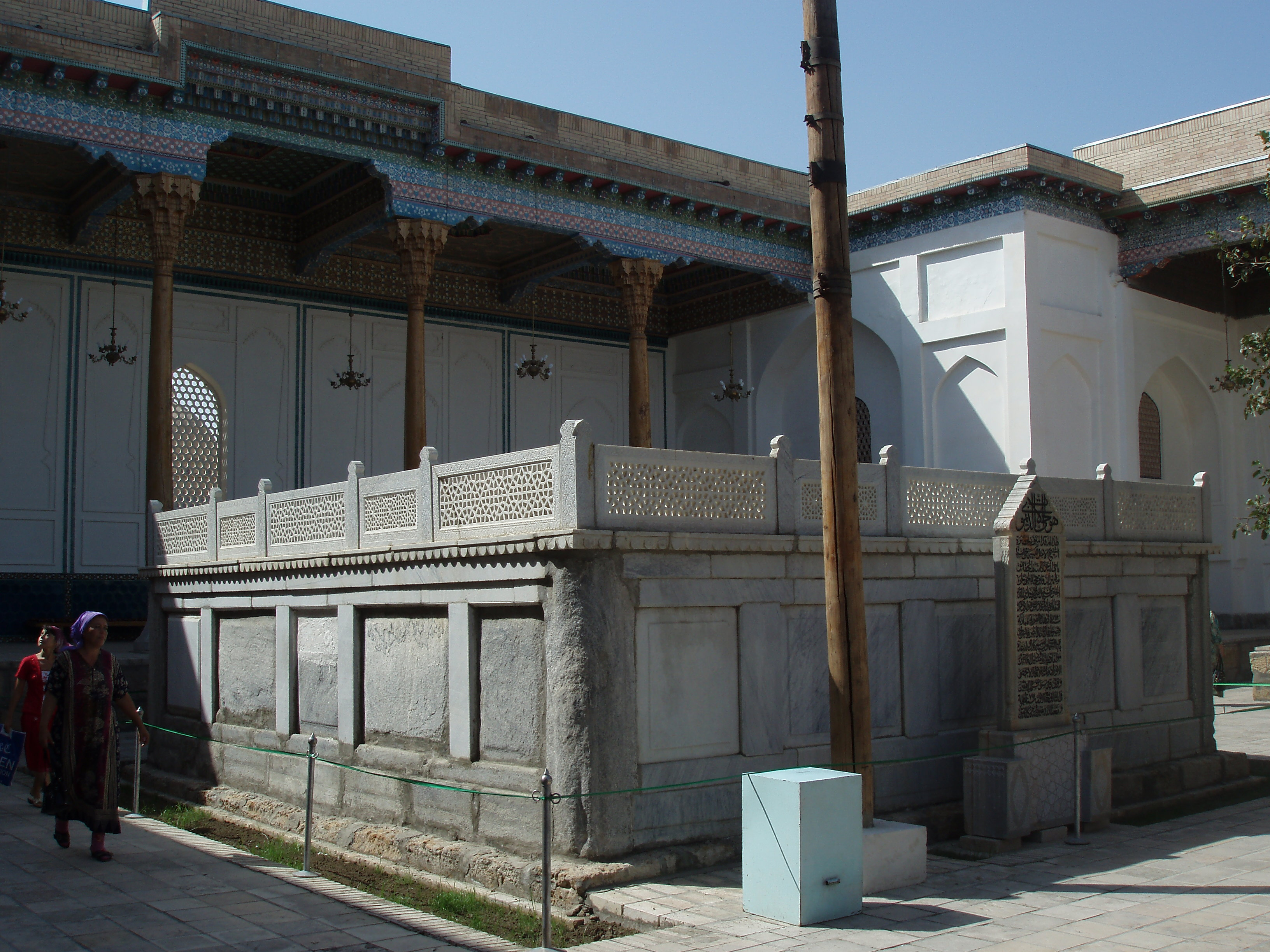
布哈拉的纳格什班德陵

白哈文丁·纳格什班德·布哈里（波斯語：‎，羅馬化：Bahāʾu d-Dīn Naqšband-i Buḫārī，1318年—1389年），原名穆罕默德·本·穆罕默德·巴哈丁（Muḥammad b. Muḥammad Bahāʾu d-Dīn），是伊斯兰教蘇非主義納克什班迪教團的创始人。他出生于中亚布哈拉附近一个叫信杜万堡（Qaṣr-i Hinduvān）的小村。他是一位塔吉克人。他反对过分苦行和狂热的仪式；重视师徒间的精神交流。其言行被门徒编集成册。其陵墓位於布哈拉附近。
在中亚和土耳其，他常常被尊称为Şah-i Nakşibend（波斯語：‎，羅馬化：Šāh-i Naqšband），意为“画家的统治者”。“纳格什班德”（波斯語：‎，羅馬化：Naqšband）一词在波斯语中意为“画家、描绘者”，这个称谓一般被解释为通过在心中持续诵经而产生的安拉形象（阿拉伯语：‎，羅馬化：Naqš），一说是他在低声赞颂时常在胸前用手比划，表示“描绘认主的奇妙情景"或"勾划内心的真完美境界"而得名。